# An Arcadian Maid
An Arcadian Maid er en amerikansk stumfilm fra 1910 af D. W. Griffith.

## Medvirkende
- Mary Pickford som Priscilla
- Mack Sennett
- George Nichols
- Kate Bruce